# Pasquale Rachini
Pasquale Rachini (Cortona, 29 aprile 1946) è un direttore della fotografia italiano.
Il suo nome, principalmente, è collegato a quasi tutta la seconda filmografia di Pupi Avati.

## Biografia
Prima di intraprendere il mestiere di direttore della fotografia, fa l'assistente operatore per Federico Fellini e Pier Paolo Pasolini. Aveva già ottenuto una certa dimestichezza sul set della serie TV Tutto Totò.
Negli anni settanta lavora principalmente in pellicole di genere; da ricordare il suo lavoro nello spaghetti western Una ragione per vivere e una per morire.
Nel 1976 inizia la stretta collaborazione con il regista bolognese Pupi Avati il quale, durante una premiazione nel 2010, lo ricorda a tutti gli effetti come un membro della sua "famiglia".
Ha lavorato, tra gli altri, con Marco Ferreri, Lodovico Gasparini e Lucio Fulci, Angelo Antonucci

## Filmografia
- La casa dalle finestre che ridono, regia di Pupi Avati (1976)
- La segretaria privata di mio padre, regia di Mariano Laurenti (1976)
- Tutti defunti... tranne i morti, regia di Pupi Avati (1977)
- Il caso Graziosi, regia di Michele Massa (1981) - film TV
- Una gita scolastica, regia di Pupi Avati (1983)
- Bix, regia di Pupi Avati (1991)
- Ti amo Maria, regia di Carlo delle Piane (1997)
- Regalo di Natale, regia di Pupi Avati (1996)
- La rivincita di Natale, regia di Pupi Avati (2004)
- Baciami piccina, regia di Roberto Cimpanelli (2006)
- Gli amici del bar Margherita, regia di Pupi Avati (2009)

## Riconoscimenti
- Nastro d'argento
  - Candidatura Nastro d'argento alla migliore fotografia - I cavalieri che fecero l'impresa (Pupi Avati)
  - Nastro d'argento alla migliore fotografia - Bix (Pupi Avati)
- Ciak d'oro
  - 1987 - Candidatura Ciak d'oro come migliore fotografia - Regalo di Natale (Pupi Avati)
  - 1990 - Candidatura Ciak d'oro come migliore fotografia - Storia di ragazzi e di ragazze (Pupi Avati)
- Grolla d'oro
  - Candidatura Grolla d'oro come migliore fotografia - Un uomo perbene (Maurizio Zaccaro)